# Prima (televizní stanice)
Prima (dříve Prima Family, Premiéra TV) je česká komerční televizní stanice. Licenci na vysílání získala v roce 1992, k zahájení vysílání došlo 20. června 1993 pod názvem Premiéra TV v Praze a jejím okolí. V roce 1994 se po TV Nova stala druhou celoplošnou českou soukromou televizní stanicí. Provozovatelem je FTV Prima, kterou vlastní GES Group patřící podnikateli Ivanu Zachovi sídlící v Praze, která zároveň spadá pod skupinu GES Group Holding sídlící v Amsterdamu. Její vysílání je dostupné po celé České republice. Prvním generálním ředitelem byl Jiří Mejstřík, aktuálním je Marek Singer.

## Historie

### 1992–1997: Start stanice FTV Premiéra
Společnost FTV Premiéra získala licenci 26. listopadu 1992 pro oblast Středočeského kraje. Jednalo se o první českou licenci, která byla vydána k soukromému vysílání. Oficiální vysílání začalo 20. června 1993 právě v této oblasti. Stanice nesla název FTV Premiéra a prvním generálním ředitelem se stal JUDr. Jiří Mejstřík. O rok později byla regionální licence vyměněna za licenci určenou k celostátnímu vysílání, s čímž přišel i nový název Premiéra TV. Vstup však přišel až po startu Novy, která si získala velký počet diváků a o Premiéru nebyl skoro žádný zájem. K úspěchu nepomáhaly pořady, v tu dobu vysílané. Například Tókšou Mirky Všetečkové, Rychlá kola, Vaříme s..., Svět 1995, 1996, 1997, S.O.S., Zprávy ze společnosti, Dotkněte se hvězd, Kinorevue nebo Runway show. Občas zabrala na sledovanosti i zahraniční akvizice (A-Team, Daktary nebo Vysoká hra), která i tak nebyla nejlepší, a tak se vědělo, že zda si má televize získat oblibu diváků, musí přijít velká změna. Již tehdy byl velký problém se závazky ze smlouvy s regionálním vysíláním, kterému musela dovolovat vysílat v pravidelných blocích.

### 1997–2004: Přejmenování na Prima televize

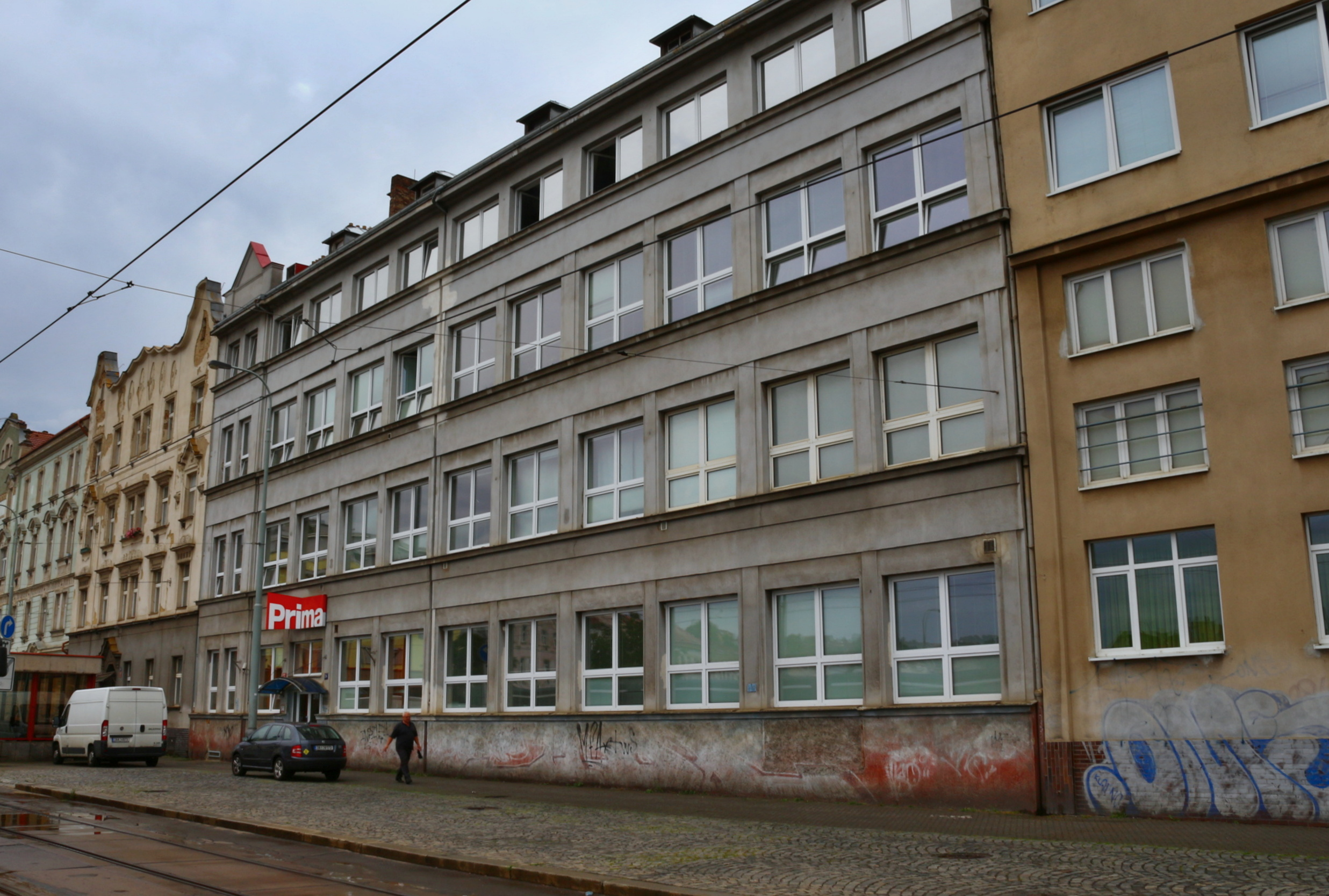
Bývalá budova TV Prima na Palmovce (1998–2020)

Od 1. ledna 1997 přišly okamžité změny. Stanice změnila název na Prima televize se sloganem „Prima je prima!“ Nové vedení v čele s Kateřinou Fričovou se distancovalo od válek s Novou. Přišly také pochybnosti o tom, zda se Nova nechystá Primu koupit, jelikož obě stanice nakupovaly pořady a prodávaly svůj reklamní čas prostřednictvím stejné externí společnosti. To však nikdy nebylo potvrzeno. V roce 1998 se stanice přestěhovala na novou adresu (Na Žertvách 24/132), v níž sídlila až do roku 2019. Změny začaly postupně fungovat a stanice nabírala na sledovanosti, díky svým novým pořadům jako Prima jízda, Nikdo není dokonalý, Carusošou, Svět apod. Sledovanost postupně vzrostla z 15 % na 20 % a stanice začala mířit na svou cílovou skupinu – rodinu. Chtěla to docílit hlavně výrobou vlastních pořadů a seriálů.
V roce 2001 spustila Prima vysílání z Klínovce, tím zvýšila své pokrytí na 72,3 % republiky a zaznamenala první rekordy ve sledovanosti. Začala pracovat a položila důraz na svou image a dala o sobě vědět díky vlastní tvorbě. Úspěch slavily pořady jako Sauna, Nikdo není dokonalý, Prima jízda, Další, prosím!, Velké ucho, Mňam aneb Prima vařečka nebo Receptář prima nápadů. Rok 2002 zaznamenala pro Primu rekord ve sledovanosti. Ve stejném roce začala stanice vydávat časopis k pořadu Receptář prima nápadů a několik kuchařek se stejným pořadem Mňam aneb Prima vařečka. Stanice spustila také své první webové stránky.
V roce 2003 ji byla prodloužena licence na vysílání až do roku 2018, což patřičně oslavila se svými prvními kulatinami a přišla s novými pořady Aplaus!, Kinobazar, Seznamka s Bárou, Telebazar nebo Prima hostina. V roce 2004 Prima spustila svůj první vlastní televizní seriál Rodinná pouta, který se těšil velké úspěšnosti. Svému zpravodajství zavedla tzv. virtuální studio.

### 2005–2008: Nástup zahraniční akvizice a reality show
V roce 2005 přišla na televizi Prima změna vzhledu a součástí jejího loga byla oranžová kulička a podtitul ... a jste doma. Kulička se okamžitě stala dominantou všech reklamních znělek, úvodních jinglů a dalších grafických útvarů. Prima prodloužila své seriály o další řady a přivedla na televizní obrazovky fenomén reality show VyVolení. Spustila ji o týden dřív než konkurenční televize Nova svoji reality show Big Brother. Reality show se okamžitě stala fenoménem a zaujala na několik měsíců několik milionů diváků. Konec roku 2005 byl ve znamení vstupu švédské společnosti MTG, která vstoupila do společnosti FTV Prima Holding s cílem přinést na český televizní trh nové zábavní formáty a více kvalitní zahraniční akvizice.
V následujících letech stanice začíná s novými projekty jako Chůva v akci, Trosečník či pokračuje s fenoménem VyVolení a do vysílání nasazuje VyVolení 2. Program doplňuje ještě nový pořad o hubnutí a stravě Jste to, co jíte, který také láká mnoho diváků. Po vstupu MTG přicházejí zahraniční seriály Chirurgové, Zoufalé manželky apod. Stanice přichází i s novými soutěžními pořady například Ber nebo neber, Jak se staví sen, Hádej, kdo jsem!, což byla show, kterou několikrát diváci ocenili cenou TýTý. Prima také ukončila svůj úspěšný seriál Rodinná pouta a nahradila jej novým seriálem Velmi křehké vztahy.
V roce 2008 Prima představila nové 3D logo, spustila nové webové stránky a začala postupně nabízet svoji nabídku programu na stránce Stream.cz. Představila první klasickou českou telenovelu Ošklivka Katka, se kterou slavila úspěch. Od června stanice nabídla také Mistrovství Evropy ve fotbale UEFA EURO 2008.

### 2009–2011: Dva nové kanály, ukončení vysílání
V roku 2009 se stanice zaměřila dále na své nové pořady a divákům představila další řadu nových Nic než pravda, Nahá jsi krásná, Souboj v těžké váze, Ano, šéfe!, Nepodceňuj blondýnky nebo Jak se staví dům. Ve stejném roce Prima představila svůj první odloučený kanál Prima Cool, který se rozhodla vybudovat spíše pro mužské publikum. Na stanici nabízí několik známých amerických seriálů a pořadů. Příkladem je Teorie velkého třesku, Simpsonovi nebo Top Gear.
V roce 2010 stanice představila ve spolupráci se slovenskou komerční televizí JOJ talentovou show Česko Slovensko má talent a svůj nový seriál Cesty domů.
Po dvou letech, co stanice vypustila nový kanál, spustila další stanici Prima Love, který je již podle názvu určen pro ženy a nabízí nejrůznější zahraniční seriály.
Dne 31. října 2011 oznámil generální ředitel Marek Singer ukončení vysílání hlavního kanálu Prima k 1. lednu 2012. Vysílání Primy pak ve 4.47 hod nahradil monoskop a v 6.01 hod odstartovala stanice Prima family. Jejím prvním pořadem byl film Hledá se Nemo od studia Disney Pixar.

### 2012–2013: Konec RTA, start Prima family

Prima Family 2012–2013

Prvního dne roku 2012 došlo k přejmenování na Prima family. Hlavním důvodem bylo vrácení původní licence, díky které mohla televize vysílat až do roku 2018. U původní licence totiž byly problémy s regionální televizí, které musela Prima dle starých licenčních podmínek poskytovat pravidelné tříhodinové vstupy. Jednalo se především o Regionální Televizní Agenturu (RTA). Prima však agentuře platila, čímž se délka vstupů zredukovala na pouhých 20 minut. Televize Prima změnu názvu vysvětlovala veřejnosti především tím, že Prima byla považována za rodinnou televizi. Na post generálního ředitele nastoupil Martin Konrád, který nahradil Marka Singera, který přešel na vyšší pozici do společnosti MTG.
Přejmenovaný kanál nabídl také nový seriál Obchoďák, který Prima family prezentovala jako nejdražší projekt (více než 100 miliónů korun) této televize v hrané tvorbě. Seriál byl však i přes plány natočit druhou řadu zrušen. FTV Prima otevírá také novou podspolečnost Prima Online, která se stará o kompletní internetovou nabídku této skupiny. Později také přesouvá starost nákupu reklamy na novou společnost Media Club, která také nabízí služby i jiným českým stanicím.

### 2013–2015: Návrat Primy, start nových kanálů
V únoru roku 2013 stanice spustila další v pořadí již třetí nový tematický kanál Prima Zoom, který je se svým tématem prvním kanálem v Česku. Zabývá se dokumentární tematikou a část programu nabízí díky spolupráci s placenými dokumentárními stanicemi Viasat, která také spadá pod švédskou společnost MTG. V srpnu 2013 se vrátil původní název stanice Prima, který nahradil název Prima family. Stanice vrátila svůj fenomén z roku 2005 VyVolení, se kterým se vrátila i moderátorka Tereza Pergnerová. Do programu také vstoupila nová show QI – Na vše máme odpověď, se kterou poprvé na Primu přišel Leoš Mareš.
Nechyběl ani návrat další řady talentové show Česko Slovensko má talent.
V roce 2014 se Prima se stanicí JOJ rozhodly využít licenci na vysílání pěvecké show The X Factor a v březnu odstartoval první Česko Slovenský X Factor. V tu dobu se na post generálního ředitele vrátil Marek Singer. Po návratu původního generálního ředitele se televize vydala směrem původních seriálů a spustila do vysílání seriály Vinaři, který zaznamenal vysokou sledovanost, dále Svatby v Benátkách či Všechny moje lásky, které již nebyly tak divácky úspěšné a však se dočkaly druhých řad, které se odvysílaly na jaře. V případě seriálu Všechny moje lásky, který svoji druhou řadu měl uvést na podzim roku 2015, ale nestalo se tak.
Na podzim 2015 se rozhodla rozšířit značku TOP STAR a přejmenovala svoji zpravodajskou relaci VIP zprávy na TOP STAR, v případě TOP STAR magazínu změnila moderátorku, kterou se stala Eva Perkausová. Poté spustila nový seriál Přístav, který nepřímo navazuje na ukončený seriál Svatby v Benátkách. Prima k závěru roku také odvysílala finálovou řadu svého vlajkového seriálu Cesty domů.
Ke konci roku 2015 byly spuštěna další dvě nové stanice - Prima Max (listopad 2015) zaměřená na filmy a Prima Comedy Central. Tato stanice byla provozovaná společností Viacom, která především vysílala americké sitcomy. Mezi její nejoblíbenější seriály patřily např. Jak jsem poznal vaši matku, Městečko South park, Taková moderní rodinka, Griffinovi nebo Průměrňákovi.

### 2016: Nová skupina diváků
Od roku 2016 se stanice rozhodla prodávat reklamu ve věkové kategorii 15–69. Rok 2016 byl pro televizní stanici Prima také ve znamení seriálů, jelikož do vysílání postavila svůj první kriminální seriál V.I.P. vraždy, v němž v hlavních rolích vystupuje Soňa Norisová. Dalším novým seriálem bylo Ohnivý kuře.

### 2017: Rozvoj kriminalistiky
Od podzimu představila FTV Prima seriál Modrý kód, který běžel současně s poslední řadou Ohnivýho kuřete. Také představila ne moc populární Jetelín.

### 2018: Nové velké zprávy
Relaci Zprávy FTV Prima vystřídaly Velké zprávy, které následně pokryly i Krimi zprávy. Následují Divošky (dříve Divácké zprávy) a Top Star. Taktéž v tomto roce spustila stanici Prima Krimi zaměřenou na kriminální seriály a filmy.

### 2019: Nová televize nadohled

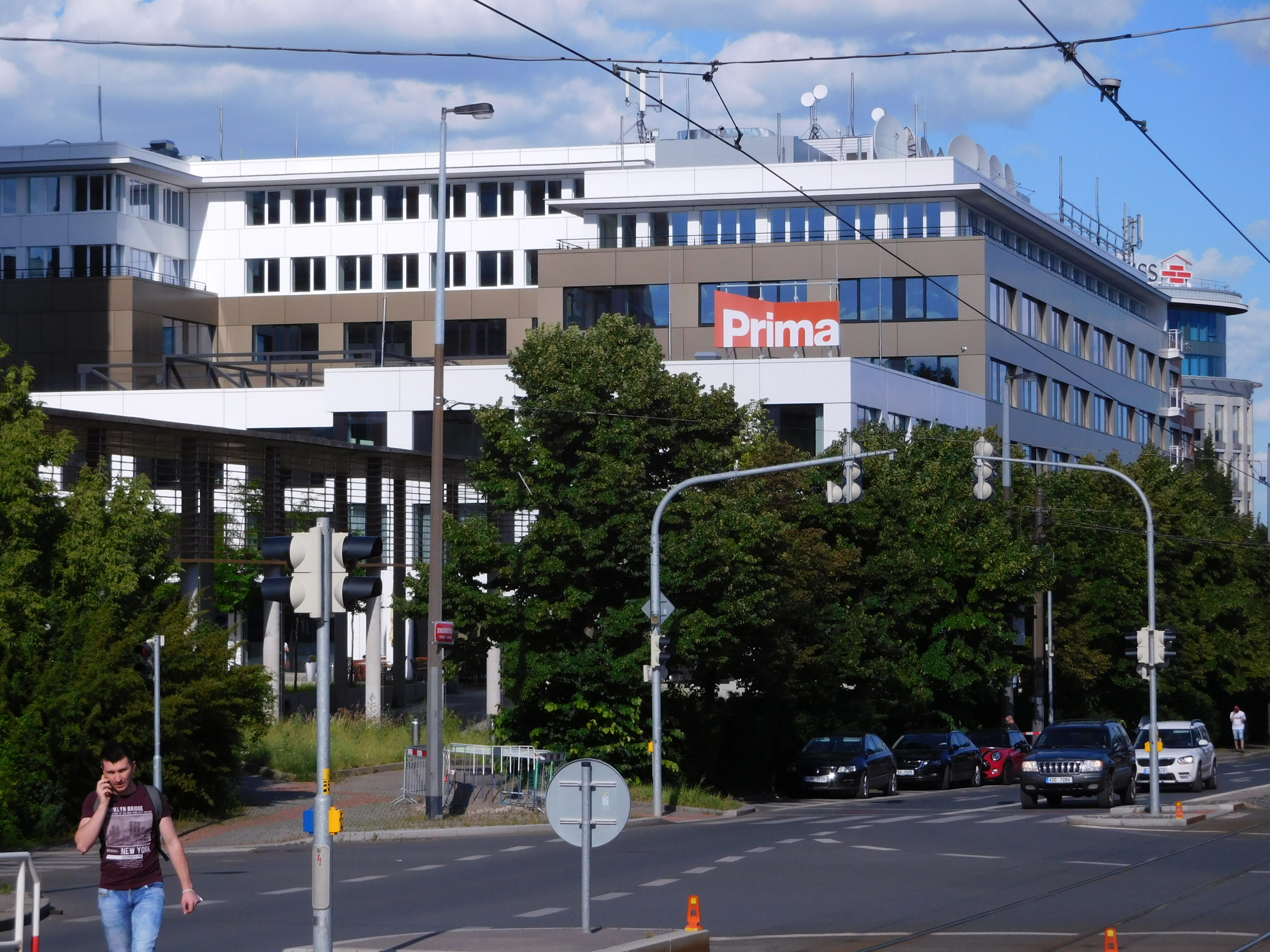
Nové sídlo stanice ve Strašnicích od roku 2019

Televize Prima v dubnu 2019 oznámila vznik stanice CNN Prima News. Pod záštitou licence americké stanice CNN má tak následující rok vzniknout zpravodajská stanice. Ohlášenými tvářemi jsou například Markéta Fialová či Libor Bouček. V roce 2019 se Prima přestěhovala z Palmovky do Strašnic.

### 2020: Škrty kvůli pandemii, start CNN Prima News
V lednu 2020 začala Prima vysílat seriál Slunečná, který poprvé porazil konkurenční Ordinaci v růžové zahradě 2. V březnu došlo ke zrušení dvou velkých novinek FTV Prima – seriálu Einstein a show Zlatá maska. Ta měla být ve vysílání od 20. 3. 2020 a Einstein další den. Kvůli pandemii covidu-19 se televize rozhodla premiéru odložit. Také nasadila reprízy Show Jana Krause a seriál Slunečná vysílala jen v úterý. Zároveň zrušila plánovanou tiskovou konferenci k nové stanici CNN Prima News, která se měla konat 11. března. FTV Prima dne 23. dubna 2020 vysílala živě virtuální konferenci o nové stanici CNN Prima News. Uvedla datum spuštění, tedy 3. května 2020, a také to, jaké tváře budou tvořit celodenní vysílání, jaké pořady si televize připravila, jak se nahrávala hudba kanálu a mnoho dalšího. 3. května nakonec stanici skutečně spustila. Prvním pořadem byly Hlavní zprávy moderované Pavlem Štruncem a Veronikou Kubíčkovou.
V listopadu Rada pro rozhlasové a televizní vysílání udělila televizní skupině Prima licenci pro stanice Prima Max +1 a Prima Krimi +1. Obě měly být dostupné pro pozemní i satelitní vysílání a stejně jako u hlavního kanálu Primy měly nabídnout vysílání časově posunuté o jednu hodinu. Podle licence se musely tyto časové verze kanálů spustit do roka. FTV Prima toho nevyužila a musela zaniklé licence vrátit.

### 2021: Dvě nové stanice; Hvězdná sezóna
V  červnu začala vysílat nová stanice Prima Star, zaměřená na původní tvorbu Primy. Měla tak podobné zaměření jako konkurenční Nova Gold. Mezi vysílané pořady se zařadily reprízy pořadu Prostřeno!, Jak se staví sen, Carusošou, To je fór, Modrý kód, Nikdo není dokonalý, Telebazar či Rodinná pouta. V létě 2021 začala televize kampaň na Hvězdnou sezónu, která měla přinést nové pořady a seriály (např. seriál z vojenského prostředí 1. mise nebo komediální krimiseriál Dvojka na zabití). Dne 25. října 2021 zahájil vysílání 11. kanál Prima Show se zaměřením na reality show, například pokračování Like House.

### 2022: Zákaz přetáčení reklam; spor s O2
FTV Prima se rozhodla omezit přetáčení reklam u zpětného zhlédnutí nabízené operátory internetové televize, které mělo původně začít 1. března 2023. Důvodem byly rostoucí ceny kvůli inflaci a ušlé zisky ve výši až 300 milionů ročně, o které Prima kvůli nepřehrané reklamě přicházela. Operátorům nabídla u zpětného zhlédnutí 4 varianty: první se týkala zamezení přetáčení reklam do téměř poloviny reklamního bloku; ve druhé byla standardní reklama nahrazena internetovou cca 1,15 minutovou reklamou ve 4 reklamních blocích za hodinu; třetí zahrnula vykoupení práv na přetáčení reklam a ve čtvrté možnosti neměl operátor technické prostředky, a tak musel přetáčení zakázat úplně. S tím ovšem nesouhlasil operátor O2, kterému televize Prima na začátku února pohrozila, že mu ukončí distribuci svých kanálů. Prima rovněž neznala důvody technické nepřipravenosti platformy O2 TV k jejím požadavkům, ačkoli O2 TV měla ke konci roku 2022 začít přecházet na novou platformu. Spor vyvrcholil odložením zákazu přetáčení reklam ze strany Primy na začátek června 2022. V květnu 2022 spustila televize kampaň ohledně zákazu přetáčení reklam.

### 2023: Nová služba Prima+
Dne 8. února 2023 byla na webu stanice TV Prima spuštěna streamovací služba Prima+, v základní variantě služby dostupné zdarma.

## Zpravodajství FTV Prima
Zpravodajství se na stanici Prima vyskytují již od roku 1993, kdy vysílala pod názvem FTV Premiéra. Aktuálně se její hlavní zpravodajská relace nazývá Hlavní zprávy, která vysílá již od roku 1997, v průběhu let však několikrát měnila název a skladbu. Na konci hlavních zpráv jsou i rychlé zprávy ze světa sportu. Součástí zpravodajství na Primě jsou aktuálně od 3. 5. 2020, díky startu CNN Prima News tyto relace:
- Počasí – 18.52
- Hlavní zprávy – 18.55
- Krimi zprávy – 19.40
- Showtime – 19.55

Dříve musela stanice Prima dle staré licenční smlouvy poskytovat pravidelné tříhodinové vstupy regionální televizi. Jednalo se především o Regionální Televizní Agenturu (RTA), která poskytovala také regionální zpravodajství. Prima však agentuře platila, čímž se délka vstupů zredukovala na pouhých 20 minut. Z této povinnosti však vyvázla v roce 2012, kdy vrátila licenci na vysílání stanice Prima a spustila nový kanál Prima family, který byl o rok později opět přejmenován na původní název.

### Moderátoři zpravodajství

#### Hlavní zprávy
- Karel Voříšek a Klára Doležalová
- Roman Šebrle a Soňa Porupková
- Petr Suchoň a Eva Perkausová (mateřská dovolená, náhrada: Terezie Tománková)

#### Sport
- Petr Vágner
- Radka Rosická
- Tomáš Vzorek
- Marek Kafka

#### Krimi zprávy
- Michal Janotka
- Václav Janata
- Eva Jarkovská
- Ondřej Pořízek
- Matěj Rychlý

#### Showtime
- Laďka Něrgešová
- Iva Kubelková
- Petr Vágner

#### Počasí
- Pracovníci ČHMÚ

### Dřívější moderátoři

#### Zpravodajství
- Martina Kociánová
- Štěpánka Duchková
- Patricie Strouhalová

#### Sport
- Martin Pouva
- Martin Štefl
- Jiří Nykodým
- Radek Macháček

#### Počasí
- Tina Pletánková
- Petra Voláková Jáklová

#### Showtime
- Gabriela Soukalová
- Immanuel Adenubi

## Program
Prima je plnoformátovou televizní stanicí, která vysílá 24 hodin denně. Na počátku své existence zaostávala ve sledovanosti i příjmech z reklam za konkurenční TV Nova (některé méně atraktivní filmy a seriály, které se obvykle nakupují s právem dvou odvysílání, byly v premiéře uváděny na Nově, v repríze později na Primě). Přesto Prima v průběhu let vnesla do českého televizního vysílání několik nových prvků: začala vysílat starší a dobou svého vzniku poznamenané československé televizní seriály (např.  Žena za pultem), pravidelně nasazuje do svého programu vlastní tvorbu jako Rodinná pouta, Velmi křehké vztahy, Cesty domů, Svatby v Benátkách, Obchoďák a dále třeba seriály z takzvaného atraktivního pracovního prostředí jako Letiště. Jako první začala vysílat reality show klasického formátu VyVolení (i když jen o dva týdny dříve než Nova Big Brothera). V současné době na obrazovce Primy bodují především lifestylové magazíny a reality show jako je Ano, šéfe! se Zdeňkem Pohlreichem, Top Star Magazín, Vylomeniny, Máme rádi Česko, talk show Show Jana Krause, kuchařská show Prostřeno!, improvizační pořad Partička či federální show Česko Slovensko má talent. Zábavný pořad Kdo se ptá? Nesmí chybět ani reality show Farmář hledá ženu nebo Hledá se máma a táta.

### Zahraniční akvizice
Stanice nabízí řadu známých zahraničních seriálů a to také díky smlouvám, které uzavírá s různými světovými společnostmi jako například Warner Bros., která poskytuje vysílací práva ke kvalitním americkým seriálům a filmovým titulům. Prima nabízí premiéry či reprízy seriálů jako Julie Lescautová, Walker, Texas Ranger, Alf, M*A*S*H, Policie Hamburk. Komisař Rex, Myšlenky zločince, Spravedlnost v krvi, Takový normální Američané, Vegas, Rizzoli a Isles: Vraždy na pitevně, Hawaii 5-0, Námořní vyšetřovací služba L. A. apod. Stanice při spuštění nových kanálů přesunula zahraniční seriály hlavně na ně, takže se na hlavní stanici většinou vyskytují v reprízách. Jejich vysílací čas se objevuje v odpoledních hodinách či pozdních večerních hodinách.

### Blok pro děti
Pravidelný dětský blok v programu stanice se objevuje v sobotu a neděli v časech od sedmé ranní a končí kolem osmé až půl deváté. Stanice vysílá známé animované seriály jako Jake a piráti ze Země Nezemě, Tom a Jerry, Dokonalý Spider-man nebo Malá mořská víla. Pravidelně stanice vysílá Disney párty, většinou na den dětí, kdy po celý den vysílá filmy z dílny Disney a jeho filmových studií. Zde nechybí film Kouzelníci z Waverly, Vzhůru do oblak, Auta či Sněžní psi.

### Videoportál iPrima.cz
Stanice Prima nabízí své pořady a seriály na bezplatném videoportál iPrima.cz. Objevují se zde seriály Svatby v Benátkách, Letiště, Cesty domů, Přešlapy, Základka, ale i pořady jako Česko Slovensko má talent, VyVolení, Zprávy FTV Prima, VIP zprávy, Krimi zprávy atd. Nechybí zde ani zahraniční pořady a seriály, pokud má stanice práva na internetové vysílání. Součástí je také placená videotéka, kde stanice nabízí např. pořad Ano, šéfe! bez cenzury. Pořady se zde většinou objevují do vypršení internetových práv, zdali se jedná o původní tvorbu stanice Prima, jsou zde umístěny natrvalo či do doby než je stanice odebere. Dříve své pořady a seriály nabízela na Stream.cz.

## Přehled stanic skupiny Prima
Skupina Prima dala v ČR vzniknout 9 různým tematickým stanicím, slovenské verzi hlavního kanálu Prima, 2 slovenským verzím různých tematických stanic a časově posunuté verze Prima +1.
| Logo                | Název stanice  | Rok spuštění         | Tematické zaměření                                           | Staniční barva       |
| ------------------- | -------------- | -------------------- | ------------------------------------------------------------ | -------------------- |
| Prima logo          | Prima          | 1993 (jako Premiéra) | rodinná televize                                             | oranžová             |
| Prima COOL logo     | Prima Cool     | 2009                 | mladší věková cílová skupina                                 | světle zelená        |
| Prima LOVE logo     | Prima Love     | 2011                 | ženské publikum                                              | růžová               |
| Prima ZOOM logo     | Prima Zoom     | 2013                 | dokumentární tvorba                                          | světle modrá         |
| Prima MAX logo      | Prima Max      | 2015                 | filmová televize                                             | červená              |
| Prima +1 logo       | Prima +1       | 2016                 | o 1 hodinu posunutá verze TV Prima                           | oranžová             |
| Prima SK logo       | Prima SK       | 2017                 | slovenská verze hlavního kanálu                              | oranžová             |
| Prima KRIMI logo    | Prima Krimi    | 2018                 | kriminální filmy a seriály                                   | tmavě žlutá          |
| CNN Prima NEWS logo | CNN Prima News | 2020                 | zpravodajská televize                                        | modrá, červená, bílá |
| Prima STAR logo     | Prima Star     | 2021                 | archivní tvorba TV Prima                                     | fialová              |
| Prima SHOW logo     | Prima Show     | 2021                 | zahraniční (CZ dabing) i české reality show a zábavní pořady | růžová, oranžová     |
| Prima Cool SK logo  | Prima Cool SK  | 2024                 | slovenská verze tematického kanálu                           | světle zelená        |
| Prima Love SK logo  | Prima Love SK  | 2024                 | slovenská verze tematického kanálu                           | růžová               |

## Další kanály

### Prima HD
Stanice Prima začala vysílat v přepočítávaném HD formátu v roce 2009. Od 1. srpna 2013 začala Prima vysílat v nativním HD. Ze začátku však dostupném pouze přes kabel a satelit, od poloviny září 2013, pak i pomocí pozemního digitálního vysílání, zde pouze v lokálních sítí.
Stanice v HD rozlišení nabízí svůj vlajkový seriál Cesty domů, talk show Show Jana Krause a další, v roce 2013 nabídla v HD například i reality show VyVolení.

### Prima +1 HD
Od 7. prosince 2016 nabízela česko-slovenská satelitní platforma Skylink časově posunutou verzi programu Prima HD. Pořady na této stanici byly vysílány o jednu hodinu později, oproti mateřskému kanálu Prima HD, obsah byl ale totožný. Do budoucna se počítalo s odlišnými reklamními bloky. Kanál byl ukončen operátorem 14. června 2022 z důvodu toho, že operátor nabízí svým zákazníkům OTT službu Skylink Live TV se sedmidenním archivem.

### Prima +1
Od spuštění finálního multiplexu 22 v lednu 2020 je k dispozici časově posunutá verze programu Prima v rozlišení 544p.

## Sledovanost
V roce 2013 dosáhla stanice Prima podílu na sledovanosti v celém dni 14,6 % u skupiny 15+ a 11,79 % u skupiny 15–54. V roce 2012 dosáhla u skupiny 15+ 18,08 %. Negativní sledovanost odůvodnil tehdejší generální ředitel Martin Konrád tím, že stanice vysílala více reklamy než v dřívějších letech.
V roce 2023 dosáhl hlavní kanál Primy ve sledovanosti v hlavním vysílacím čase nejhoršího výsledku od roku 1997,[zdroj?] kdy měl dne 23. října 2023 díl seriálu Eliška a Damián share 2,95 % ve skupině 15–54 let.[zdroj?]

## Kritika
Český klub skeptiků Sisyfos udělil v roce 2000 TV Prima anticenu stříbrný Bludný balvan v kategorii družstev za „mimořádný přínos k mysteriozitě České republiky“, zejména pořadem Záhady a mystéria.
Rada pro rozhlasové a televizní vysílání udělila v roce 2008 provozovateli TV Prima za odvysílání jednotlivých dílů reality show VyVolení mezi šestou ranní a dvaadvacátou hodinou večer sérii pokut v souhrnné výší desítek miliónů Kč. Podle Rady byly díly vysílané v tomto čase způsobilé ohrozit fyzický, psychický i morální vývoj dětí, protože byly charakteristické řadou manipulativních praktik, agresí, verbální vulgaritou, jednáním pod vlivem alkoholu, uměle a samoúčelně exponovanou sexualitou. Nejvyšší správní soud drtivou většinu pokut potvrdil.
V roce 2016 server HlídacíPes.org zveřejnil výsledky analýzy a svědectví, které hovoří o tom, že vedení TV Prima spolu s vedením redakce zpravodajství prosazovaly, aby se tzv. uprchlická krize prezentovala negativně. Server doslova uvádí: „Námitky některých redaktorů, že předem jasné vyznění reportáží odporuje novinářskému kodexu, byly odmítnuty s tím, že žádné vyvažování, objektivita a novinářský kodex se minimálně v několika následujících měsících řešit nebudou.“ Po schůzce, kde byli redaktoři seznámeni s požadovaným vyzněním zpráv, se ve zpravodajství skutečně začalo vyskytovat více negativních a žádné pozitivní zprávy oproti předchozímu období.[zdroj⁠?!]
Další kauzou bylo odvysílání reportáže ze Spojeného království, ve které Prima tvrdí, že „Do Česka by se mohly vrátit až dva a půl tisíce českých romských rodin z Velké Británie. Tamní úřady totiž utahují opasky a značně snižují nebo dokonce i úplně ruší některé sociální dávky. Chtějí tak zatočit s těmi, kteří nepracují a neodvádí tak daně státu. Někteří Romové proto volí návrat do rodné země. Atmosféra mezi přistěhovalci je navíc napjatá i kvůli otázkám brexitu.“ Proti vyznění reportáže se ohradil například TV Prima Petr Torák, který pracuje jako policista ve městě Peterborough. „Před tím, než jsem odjel na dovolenou, mi pár lidí říkalo, že mají strach z toho, že budou muset opustit Británii, ale nikdo z nich neplánoval návrat do České republiky nebo na Slovensko. Ta reportáž je založena na nepravdivých a zkreslených informacích. Je mi z té reportáže i z té reportérky špatně,“ řekl redakci Romea.cz Torák, jenž loni obdržel Řád britského impéria. Na reportáž kriticky reagovalo několik serverů, včetně zmíněné redakce Romea.cz.

## Generální ředitelé
- JUDr. Jiří Mejstřík (1993–1996) — Jeden ze zakladatelů a současně první generální ředitel televize Premiéra.
- PhDr. Miloš Petana (1996–1997) — Stanici přejmenoval na Prima televizi a zajistil o rozšíření vysílání a výrazné investice do programu a reklamních kampaní, rebrandingu a nové image. Přes výrazné investice byl nedostatečný nárůst sledovanosti a z toho vyplývajících inzertních příjmů (sledovanost vzrostla z cca 3–4 % na konci roku 1996; na 7,7 % v červnu 1997 k zahájení měření sledovanosti přes peoplemetry; 10 % v prosinci 1997, kdy byla ukončena „konfrontační“ koncepce stavby programu s Novou).
- Kateřina Fričová (1997–2000) — Převzala stanici Prima TV s úkolem vytáhnout ji ze značné ztrátovosti do černých čísel. S novým týmem nastavila změnu programu, kde představila nové nízkorozpočtové, nicméně některé i úspěšné, pořady vlastní výroby například To je fór, Nedělní partie, Trní, ... (jen za půl roku 1998 jich bylo 15). Naopak koncept nejúspěšnějšího pořadu předchozího roku Carusošou přenechala Nově (DO-RE-MI) . V oblasti akvizice převzatých pořadů došlo ke značné spolupráci s Novou, kdy začala využívat pořadů nakupovaných v tzv. balíčcích, které Nova nevyužila (premiéra pořadu na Nově, repríza na Primě). Přesto stanici Prima i nadále stoupala sledovanost[38][39] a s tím se opět i začaly zvyšovat investice do programu. Dne 27. října 2000 rezignovala společně s programovým ředitelem Petrem Kolihou z důvodu neshody s majitelem licence na vysílání.[40][41]
- Martin Dvořák (2000–2006) — Za jeho působení vzrostla sledovanost z 15 % na 20 %, což pomohlo nalézt vhodnou cílovou skupinu, na kterou se Prima soustředila. Za jeho působení přišla do Česka show VyVolení nebo nové pořady a seriály jako Nikdo není dokonalý, Rodinná pouta či Velmi křehké vztahy. Začal také připravovat spuštění nového kanálu Prima klub, který nakonec spustil až generální ředitel Marek Singer s názvem Prima Love. Za jeho působení stanice uzavřela smlouvu se společností Warner Bros. International Television Distribution.[42] Dne 27. září 2006 byl odvolán.[43]
- Aleksander Cesnavicius (2006–2008) — Generální ředitel dosazený švédskou společností MTG, za jeho působení měl hlavní slovo výkonný ředitel Petr Chajda. Za období jeho vedení se potřetí vrátila reality show VyVolení.[44][45] Velkou událostí také bylo uzavření dohody s 20th Century Fox.[42] Cesnavicius ve vedení Primy skončil na konci února 2008, od března ho vystřídal Marek Singer.[46]
- Marek Singer (2008–2013; 2014–dosud) — Za jeho působení se stanice Prima stala plnohodnotnou konkurencí Novy. Ředitel dotáhl do konce přípravy tematických kanálů Prima Cool a Prima Love. V roce 2010 přinesla Prima velkou show – Česko Slovensko má talent ve spolupráci se slovenskou TV JOJ. Za působení Singera proběhlo zatím (k roku 2024) 12 řad ČSMT. Také stojí za spuštěním videoportálu Prima Play a byl u příprav nového kanálu Prima Zoom. Stojí také za ukončením spolupráce s RTA, kdy skončil s vysíláním stanice Prima a od 1. ledna 2012 spustil kanál Prima family, který již neměl žádné závazky k vysílání regionálního zpravodajství.[47] Od roku 2012 se stal výkonným viceprezidentem MTG zodpovědným za vysílací operace skupiny v rámci střední Evropy, což zapříčinilo jeho odchod z pozice generálního ředitele.[48] V roce 2014 byl oznámen jeho návrat do funkce generálního ředitele.[3] V roce 2015 spustil hned dvě nové stanice – Prima MAX a Prima Comedy Central. Následně o dva roky později Prima Krimi a tak stanici Prima Love opět přesunul k dámskému publiku a kriminální pořady dostaly své místo právě na Prima Krimi. První dubnový den roku 2019 byl oznámen plán na spuštění ojedinělého zpravodajského projektu CNN Prima News, která začala vysílat 3. května 2020.
- Martin Konrád (2013–2014) — Stal se ředitelem FTV Prima v únoru roku 2013, čímž opustil dosavadní pozici obchodního ředitele. Za jeho působení na pozici generálního ředitele se do vysílání vrátila např. reality show VyVolení. Také byla spuštěna nová stanice Prima Zoom. V březnu 2014 se na post generálního ředitele vrátil Marek Singer.[49][50] Ředitel také při svém působení využil licenci, kterou vlastní televize společně se stanicí JOJ, ke spuštění prvního Česko slovenského X Factoru. V roce 2014 ukončil své působení na Primě, pravděpodobně kvůli klesající sledovanosti.[3]

## Loga stanice

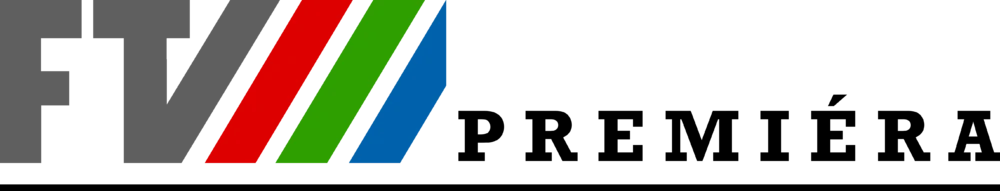
První logo stanice pod názvem FTV Premiéra (1992–1997)
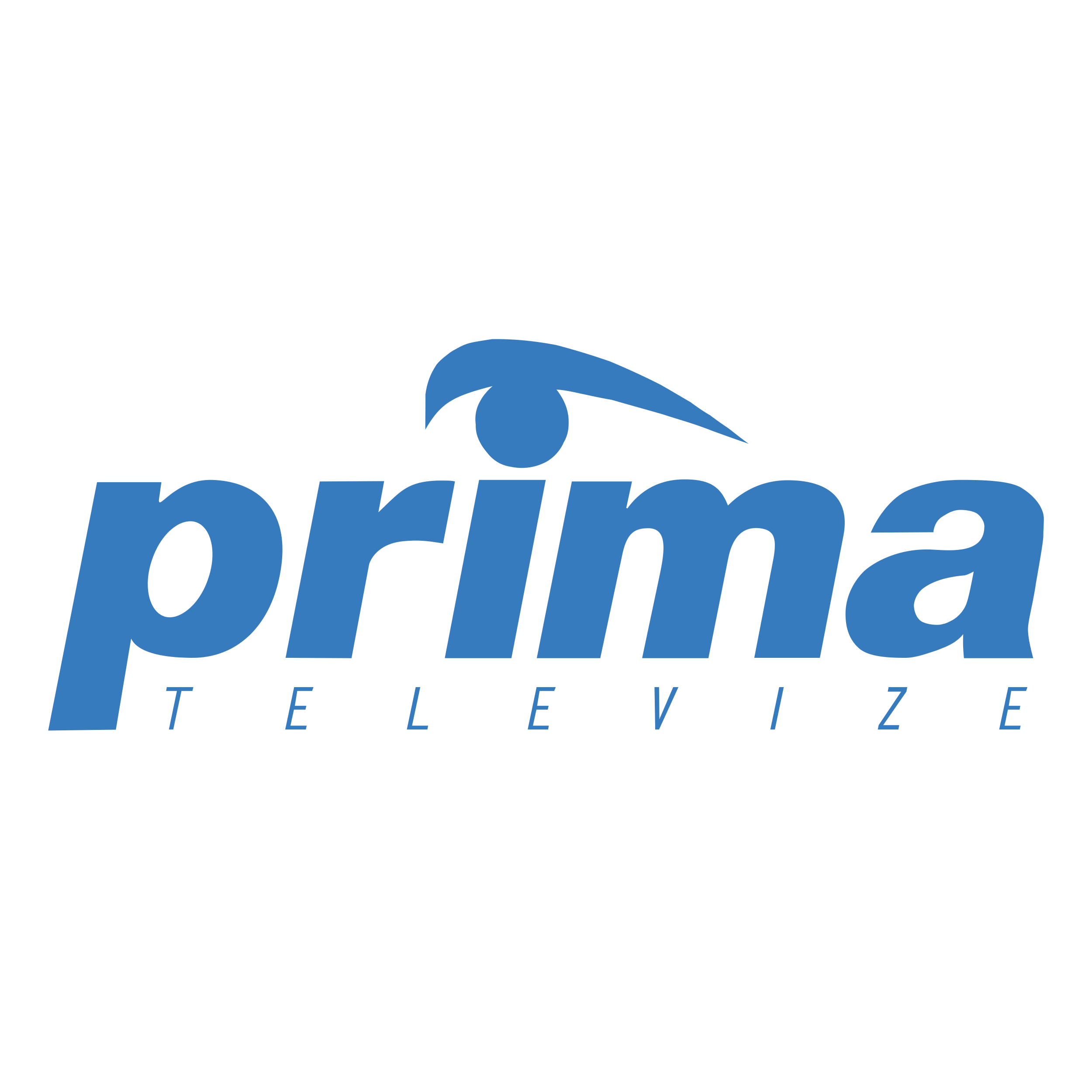
První logo stanice pod názvem Prima Televize (1997–2005)
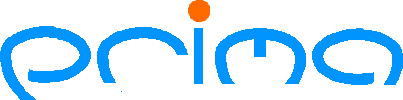
Druhé logo stanice (2005–2008)
Třetí logo stanice (první éra, 2008–2012)
Čtvrté logo stanice pod názvem Prima Family (2012–2013)
Páté logo stanice (druhá éra, 2013–současnost)
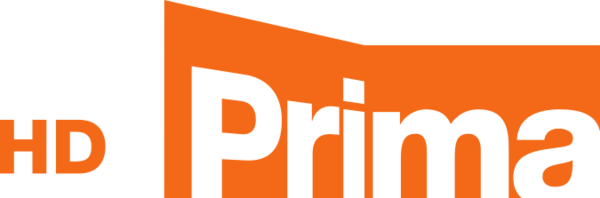
Logo Primy v HD
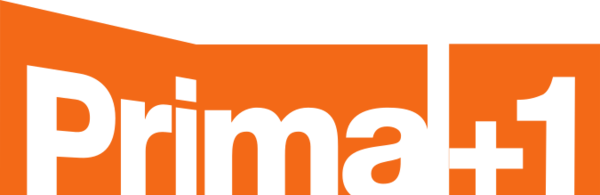
Logo Prima +1
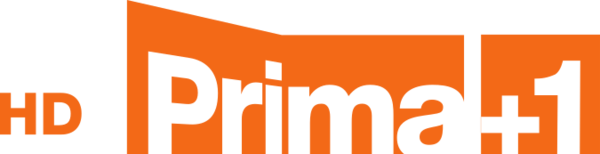
Logo Prima +1 v HD